# Чаунский район
Чаунский район (чук. Чаан район, иногда Ча́ун-Чуко́тка) — административно-территориальное образование (район) на севере Чукотского автономного округа России.
В рамках организации местного самоуправления в границах района существует муниципальное образование городской округ Певек (с 2004 до 2015 гг. — Чаунский муниципальный район).
Административный центр — город Певек, самый северный город России.

## Физико-географическое характеристика
География
Чаунский район расположен на северо-западе округа с выходом к Восточно-Сибирскому морю, длина береговой линии составляет 580 км. Занимает Чаунскую низменность и острова Чаунской губы — Айон, Большой Роутан, Шалаурова. С востока на запад Чаунский район протянулся на 290 км, с юга на север — на 330 км. Мыс Шелагский — самая северная точка района и всей континентальной Чукотки.
На востоке Чаунский район граничит с Анадырским районом, на юге с Билибинским районом, с северо-восточной стороны граничит с Иультинским районом.
Вся территория Чаун-Чукотки находится за Северным полярным кругом.

### Климат
На территории района характерна длительная морозная зима и короткое (2-3 месяца) лето с невысокими положительными температурами, заморозки часто бывают даже в самые теплые (июль — начало августа) периоды. Самым холодным месяцем является январь, реже — февраль. Устойчивый снежный покров обычно устанавливается в последних числах сентября. Толщина снега на равнинных участках тундры редко превышает 0,5-0,7 м, но на пониженных участках может достигать толщины до 3-5 м. Годовая сумма осадков в районе составляет 150—200 мм.
Природные условия
Район полностью расположен в тундровой зоне, в северной низинной части преобладают заболоченные территории, заозёрные равнинные тундры и кочкарные болота широким кольцом опоясывают Чаунскую губу. В южной части протягиваются горные массивы высотой 1400—1700 м (Илирнейский кряж, Североанюйский и Раучанский хребты).
Почти половина площади низменной тундры района приходится на водную поверхность озёр.
Крупнейшие реки — Чаун, Паляваам, Ичувеем. Реки свободны ото льда на протяжении не более 3 месяцев в году.
Сейсмичность
По данным сейсмологического мониторинга в северной части Чаунского района возможны 5-бальные землетрясения, на остальной его территории до 6 баллов.
Растительный мир
Главная особенность арктической тундры Чаун-Чукотки — крайне малый прирост фитомассы и отсюда скудный запас органики. Поэтому даже на равнинах растительный покров не является сплошным, чередуясь с голыми участками щебнистого суглинка. Повсеместно распространены мхи и лишайники, карликовые кустарники, пушицы, осоки. На прибрежных островах сохранились участки реликтовых степей доледникового периода, где произрастают уникальные виды растений.
Полезные ископаемые
Богатые залежи полезных ископаемых — месторождения золота (Майское, Эльвенейское, г. Сыпучая, Северо-Восток, Двойное), серебра (месторождение Двойное), олова (месторождения Валькумейское и Пыркакайские штокверки), ртути (Западно-Палянское месторождение), угля (Долгожданное), вольфрама.

## История

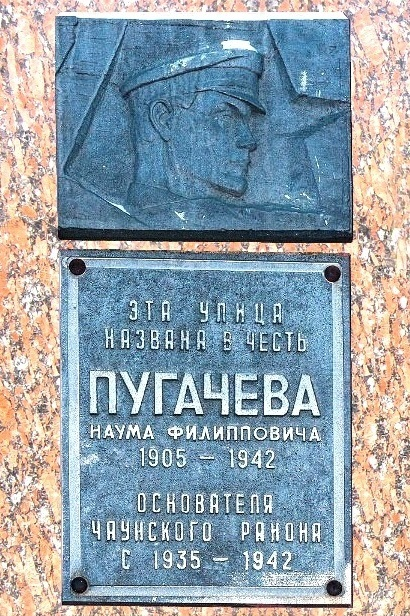
Мемориальная доска на улице Пугачёва в Певеке

Район образован в составе вновь образуемого Чукотского национального округа 10 декабря 1930 года.
У истоков основания района стоял советский государственный деятель — Наум Филиппович Пугачёв. При нём же, высокими темпами начала развиваться горнодобывающая промышленность района.
Распад СССР сильно сказался на экономике и уровне жизни населения Чаунского района. С 1991 года по 2002 год численность населения сократилась на 22 тысячи 321 человек. Прекращена добыча олова, ликвидированы все посёлки, за исключением административного центра и национальных сёл.
С 2006 до 2010 гг. в Чаунский муниципальный район входило 8 муниципальных образований, в том числе 1 городское и 4 сельских поселения, а также межселенная территория без статуса муниципального образования. Законом Чукотского автономного округа от 20 октября 2010 года, упразднённое сельское поселение Янранай было включено в городское поселение Певек.
С 2010 до 2015 гг. в Чаунский муниципальный район входило 7 муниципальных образований, в том числе 1 городское и 3 сельских поселения, а также межселенная территория без статуса муниципального образования:
| №        | Муниципальное образование 2010—2015 | Административный центр | Количество населённых пунктов | Население (чел.) | Площадь (км²) |
| -------- | ----------------------------------- | ---------------------- | ----------------------------- | ---------------- | ------------- |
| 1e-06    | Городское поселение                 |                        |                               |                  |               |
| 1        | Певек                               | город Певек            | 3                             | 4915             |               |
| 1.000002 | Сельское поселение                  |                        |                               |                  |               |
| 2        | Айон                                | село Айон              | 1                             | 200              |               |
| 3        | Биллингс                            | село Биллингс          | 1                             | 195              |               |
| 4        | Рыткучи                             | село Рыткучи           | 1                             | 464              |               |
| 4.000003 | Межселенная территория              |                        |                               |                  |               |
| 4.000004 | межселенная территория              |                        | 6                             |                  |               |

Законом Чукотского автономного округа от 8 июня 2015 года, все муниципальные образования Чаунского муниципального района — городское поселение Певек и сельские поселения Айон, Биллингс, Рыткучи — были упразднены и объединены в городской округ Певек.
Чаунский район как административно-территориальное образование сохраняет свой статус.

## Население
Район
| 1939  | 1940  | 1959    | 1970    | 1979    | 1989    | 2002  |
| ----- | ----- | ------- | ------- | ------- | ------- | ----- |
| 2679  | ↘2467 | ↗10 465 | ↗22 958 | ↗28 343 | ↗32 167 | ↘6962 |
| 2006  | 2009  | 2010    | 2012    | 2013    | 2014    | 2015  |
| ↘5994 | ↘5542 | ↘5359   | ↗5927   | ↗6081   | ↘5800   | ↘5774 |
| 2016  | 2017  | 2018    | 2019    | 2020    | 2021    | 2023  |
| ↘5747 | ↘5551 | ↘5327   | ↘5038   | ↗5480   | ↘4776   | ↗4932 |
| 2024  |       |         |         |         |         |       |
| ↘4779 |       |         |         |         |         |       |

Городской округ
| 1939  | 1940  | 1959    | 1970    | 1979    | 1989    | 2002  |
| ----- | ----- | ------- | ------- | ------- | ------- | ----- |
| 2679  | ↘2467 | ↗10 465 | ↗22 958 | ↗28 343 | ↗32 167 | ↘6962 |
| 2006  | 2009  | 2010    | 2012    | 2013    | 2014    | 2015  |
| ↘5994 | ↘5542 | ↘5359   | ↗5927   | ↗6081   | ↘5800   | ↘5774 |
| 2016  | 2017  | 2018    | 2019    | 2020    | 2021    | 2023  |
| ↘5747 | ↘5551 | ↘5327   | ↘5038   | ↗5480   | ↘4776   | ↗4932 |
| 2024  |       |         |         |         |         |       |
| ↘4779 |       |         |         |         |         |       |

Чаун-Чукотка в 1930-е была ещё практически не освоена. На территории в 138 тыс. кв. км. на 1 января 1940 года проживало всего 2467 человек, из них 1919 коренных жителей и 548 приезжих.

### Национальный состав
На 1 января 2016 года (с учётом итогов последней Всероссийской переписи населения 2010 года) на территории Чаунского района проживают граждане 44 национальностей.
Наиболее многочисленные представители следующих национальностей: русские — 3 557 чел., чукчи — 1027 чел., украинцы — 523 чел., татары — 50 чел., белорусы — 49 чел., молдаване — 26 чел., калмыки — 26 чел.
Из числа коренных малочисленных народов Чукотки на территории района проживают 1051 чел. Из них: чукчи — 1027 чел., эскимосы — 15 чел., чуванцы — 3 чел., эвены — 2 чел., коряки — 2 чел., юкагиры — 2 чел.

### Урбанизация
Городское население — в городе Певек (4083 жителей, 2024 год) — составляет 85,44 % от всего населения района (городского округа).

## Населённые пункты
В Чаунский район (городской округ Певек) входят 6 населённых пунктов, в том числе 1 город и 5 сёл. Помимо этого выделяются 6 иных населённых пунктов (посёлков городского типа без постоянного населения), находящихся в стадии ликвидации с 2007 года.
| №        | Населённый пункт | Тип                     | Население |
| -------- | ---------------- | ----------------------- | --------- |
| 1        | Певек            | город                   | ↘4083     |
| 2        | Айон             | село                    | ↗210      |
| 3        | Апапельгино      | село                    | →0        |
| 4        | Биллингс         | село                    | ↘154      |
| 5        | Рыткучи          | село                    | ↘396      |
| 6        | Янранай          | село                    | ↗1        |
| 6.000001 | Быстрый          | пгт в стадии ликвидации | →0        |
| 6.000002 | Бараниха         | пгт в стадии ликвидации | →0        |
| 6.000003 | Валькумей        | пгт в стадии ликвидации | →0        |
| 6.000004 | Комсомольский    | пгт в стадии ликвидации | →0        |
| 6.000005 | Красноармейский  | пгт в стадии ликвидации | →0        |
| 6.000006 | Южный            | пгт в стадии ликвидации | →0        |

### Упразднённые населённые пункты
На территории района находятся несколько заброшенных посёлков времён ГУЛага — Северный, Восточный, Западный, несколько ликвидированных в постсоветское время — Гыргычан, Майский, а также на стадии ликвидации с 2007 года пгт Бараниха, Быстрый, Валькумей, Комсомольский, Красноармейский, Южный.

## Символика
В 2002 году был принят герб Чаунского района, который внесён в Государственный геральдический регистр под номером 957:
«В рассечённом лазурью (синим, голубым) и червленью (красным) поле повышенный золотой безант (шар), и поверх всего — серебряный медведь, стоящий прямо и обернувшийся вправо, держащий в правой лапе перед собой золотую друзу, левой опирающийся на золотой якорь и сопровождаемый в левом верхнем углу серебряной четырёхлучевой звездой, лежащей поверх края безанта».
Решением Совета депутатов городского округа Певек от 23 декабря 2015 года № 21-рс переутверждён в порядке правопреемства как герб городского округа Певек.

## Транспорт
Район имеет развитую транспортную инфраструктуру по сравнению с остальной Чукоткой, отчасти помогло присутствие города Певек. Певек сам обладает вторым по величине аэропортом на Чукотке после аэропорта Угольный и предлагает один из немногих способов прямого путешествия в Москву. Певек имеет морское сообщение с другими районами севера России, и является единственным портом в этой части России, способным принимать суда большого водоизмещения, наряду с другим основным северным портом Мыс Шмидта. Порт также является морским штабом Восточной Арктики в течение короткого лета.

## Экология
Непосредственно на берегу Восточно-Сибирского моря в 18 км восточнее Певека находится закрытая в начале 1950-х годов обогатительная фабрика уранового производства, в хвостохранилище которой накоплены радиоактивные отходы. Поверхность отстойника открыта, его площадь составляет 20 км². Согласно данным радиометрических исследований, удельная альфа-активность отходов и концентрация радона более чем в 100 раз превышает фоновые содержания.

## Метеорология
В районе действует четыре полярных станции: Певек, Айон, Валькаркай, Чаун.
Развёрнута сеть автоматических метеостанций, питающихся от солнечных батарей.

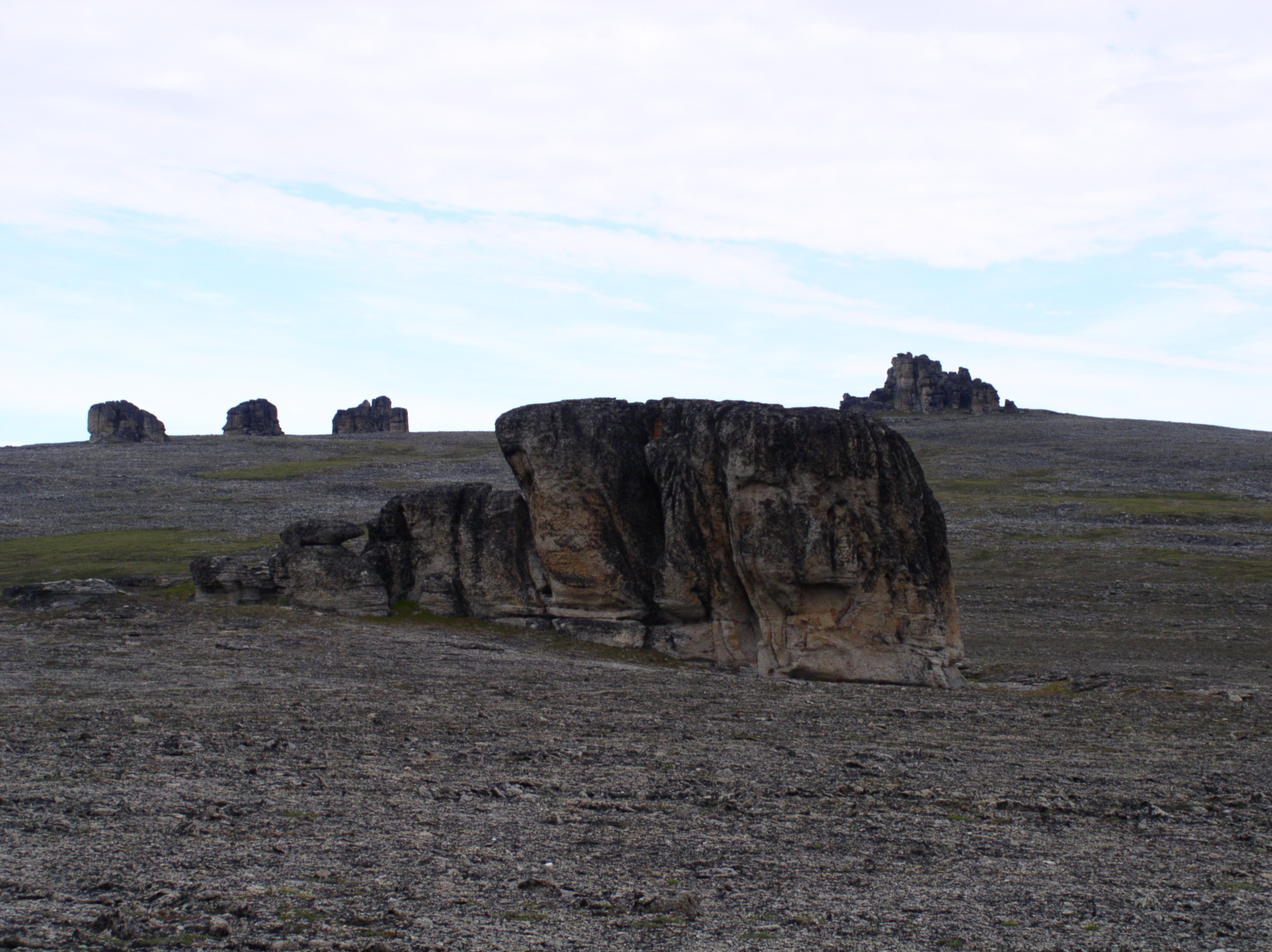
Кекуры

## Охраняемые природные территории
- Заказник «Чаунская губа» площадью 210,5 тыс. га.
- Геологический памятник природы «Утиный» (70 га) — включает одиночные останцы-кекуры, состоящих из порфиро-бластовых гранитов на отрогах Веемского хребта, их высота достигает 20 м.
- Ботанические памятники природы: «Айонский» — 13 га, «Роутан» — 19 га, «Пинейвеемский» — 23 га.
- Водный памятник природы Раучувагыткын — 573 га, это одноимённое озеро моренного генезиса, район вокруг которого имеет разноцветный красочный оттенок[46].